# Starosambirský rajón
Starosambirský rajón (ukrajinsky Старосамбірський район) byl rajón ve Lvovské oblasti na Ukrajině. Hlavním městem byl Staryj Sambir a rajón měl přibližně 77 tisíc obyvatel. 

## Sídla v rajónu
- Dobromyl
- Chyriv
- Nyžankovyči
- Stara Sil
- Staryj Sambir